# Karel Boumans
Karel Boumans (Wilrijk, 23 november 1931 - Zoersel, 3 april 2003) was een Belgische stripauteur.

## Biografie
Boumans werkte van september 1952 tot en met maart 1959 voor Willy Vandersteen. Hij werd door Karel Verschuere ingewerkt in het inkten van Suske en Wiske-verhalen. Het eerste verhaal waar hij aan meewerkte was De lachende wolf. Nog datzelfde jaar tekende hij de achtergronden voor het verhaal Het vliegende hart, dat verscheen in het katholieke weekblad De Bond.
Boumans heeft een groot aandeel gehad in het tekenen van gags voor De grappen van Lambik. Hij kreeg van Vandersteen zelfs steeds meer de verantwoordelijkheid voor deze reeks. Hij heeft daarnaast veel verhalen van Suske en Wiske in inkt gezet, zowel voor de publicaties in kranten als voor de publicaties in het weekblad Kuifje. Voor deze laatste zorgde hij ook voor de inkleuring van de verhalen.
Voor het weekblad Strip maakte Boumans vanaf 1961 een paar eigen verhalen, zoals De avonturen van Olivier (samen met scriptschrijver Karel Goderis), Bert Crak, De Hot Hitters en Roel Harding. De meeste van deze verhalen verschenen later in het weekblad Ohee. Boumans werkte ook samen met Karel Verschuere voor de Duitse uitgever Pabel-Verlag. Toen Verschuere deze uitgever verliet, bleef Boumans hier werken aan series als Tom Berry, Schnuffi en Adlerfeder in samenwerking met Spaanse studioartiesten. 
In 1972 en 1973 assisteerde hij Jef Nys met de achtergronden van Jommeke. Hij maakte in 1976 de serie De 4 Ka's in samenwerking met Edwin Wouters onder het gezamenlijke pseudoniem Wika voor het magazine 't Kapoentje. Tevens nam hij in 1976 van Hurey de reeks De Lustige Kapoentjes over.
Boumans overleed op 71-jarige leeftijd thuis aan de gevolgen van een hersenbloeding. 
- International Standard Name Identifier: 0000 0003 6984 0350
- Nationale Bibliotheek van Tsjechië: kv2012692426
- Nederlandse Thesaurus van Auteursnamen: 074732412
- Système universitaire de documentation: 057695504
- Virtual International Authority File: 244791741
- WorldCat: E39PBJkp8D4BWFGPJqvDXRcMfq